# 石声汉
石声汉（1907年—1971年），男，湖南湘潭人，中国植物生理学家，农业史学家，农业教育家。:49

## 生平
1907年11月19日出生于昆明，原籍湖南湘潭，1913年随家人迁居长沙。1914年入父亲任教的长沙楚怡小学读书。由于家境困难，曾四次辍学。
1924年，考入武昌高师（武昌大学、武昌中山大学）生物系，大三再度辍学。:491927年11月，经时任广州中山大学生物系主任辛树帜的介绍前往中山大学任助理员，同时补修在武昌高师生物系未完的课程。1928年参加了由辛树帜主持的广西大瑶山物采集队工作。期间还进行了广西大瑶山哺乳类和爬虫类动物的研究。甚至亲自到瑶民家庭，学习瑶语，记录瑶歌及民俗，以日记形式出版了《瑶山采集记》一书。1931年8月任浙江大学生物系助教，1932年8月任南京国立编译馆编译员，其间短期代理同济大学中文秘书。
1933年11月，考取第一届中英庚子赔款留学生，进入英国伦敦大学帝国理工学院攻读植物生理学研究生，师从弗雷德里克·布莱克曼。:491936年5月以优异成绩获植物生理学哲学博士学位，毕业论文是《其它金属离子对大麦生长和水分含量的影响与缺钾之间的关系》。
1936年4月至7月在德国进修德语。1941年8月，应邀担任迁移到四川乐山的武汉大学生物系教授。1947年5月至9月应邀在兰州大学及西北师范学院讲学。:491951年后任西北农学院教授、古农学研究室主任。其中于1955年开始兼任新成立的武功县中国科学院西北生物土壤研究所兼职研究员。从1955年开始，致力于中国农学史的研究和古代农学典籍的整理。
文化大革命中备受摧残，1971年春被诊断为胰腺癌晚期。1971年6月28日病逝于天津韶山医院。

## 著作
- 专著有《氾胜之书今释》（1956年）、《齐民要术今释》四册（1958年6月）、《四民月令校注》（1965年3月）、《农政全书校注》、《中国古代农书评介》等。

- 诗词集《荔尾词存》（1998年）。

## 译著
- 贝勒的《中国植物学文献评论》等。
- 《比较生物化学论》
- 《动态物化学》
- 《肉食本草》
- 《棉花》